# Georges Simenon
Georges Simenon  (Liège, 13 de fevereiro de 1903 — Lausanne, 4 de setembro de 1989) foi um escritor belga de língua francesa.
Foi um romancista de uma fecundidade extraordinária: escreveu 192 romances, 158 novelas, além de obras autobiográficas e numerosos artigos e reportagens sob seu nome e mais 176 romances, dezenas de novelas, contos e artigos sob 27 pseudônimos diferentes.
As tiragens acumuladas de seus livros atingem mais de 500 milhões de exemplares. É o autor belga, e o quarto autor de língua francesa mais traduzido em todo o mundo.
Seu personagem mais famoso é o Comissário Maigret, personagem de 75 novelas e 28 contos.

## Biografia[2]

### Origens
Simenon nasceu na rua Leopold, em Liège, primeiro filho de Desire Simenon, empregado em um escritório de seguros e Henriette. Em 1905 a família mudou para a rua Pasteur, hoje chamada Rua Georges Simenon.
A família é originaria do ‘’Limburgo belga’’, uma região de terras baixas próximo a Meuse, um corredor de passagem entre a Flandres, a Valônia e os Países Baixos.
Georges começou a aprendeu a ler aos três anos na escola Sainte-Julienne. A partir de 1908, começa o primário no Instituto Santo André, onde foi pelos seis anos seguintes um dos três melhores alunos. Nesta época sua mãe começa a alugar quartos para estudantes ou estagiários de várias origens, o que foi para o menino uma extraordinária abertura para o mundo. A partir de 1914, vai estudar com os jesuítas no Colégio São Luís. No ano seguinte, com doze anos, teve sua primeira experiência sexual, com uma menina de quinze, que seria o contraponto à castidade pregada pelos padres, como revelou em uma autobiografia. Passa então ao colégio Saint-Servais, onde completa o colegial e se desilude com as classes sociais por causa do convívio com colegas mais abastados. Em 1918, a pretexto dos problemas cardíacos do pai, decide parar com os estudos, sem fazer nem os exames finais, arrumando pequenos empregos sem qualificação como aprendiz de confeiteiro. Em janeiro de 1919, em conflito aberto com sua mãe, começa como repórter no jornal "La Gazette de Liége", período extraordinário para o jovem de dezesseis anos, que escreve mais de 150 artigos com o pseudônimo de "G. Sim.". Se interessa particularmente pelos inquéritos policiais, e assiste conferencias sobre policia científica feitos pelo criminalista francês Edmund Locard. Nesse ano redige ainda seu primeiro romance, "Au pont dês Arches", publicado em 1921 com seu nome de jornalista. A partir de 1919, publica também o primeiro de cerca de 800 esquetes (sketches) humorísticos, sob o nome de Monsieur Le Coq . Nessa época aprofunda seu conhecimento do meio boêmio, das prostitutas, dos bêbados, anarquistas, artistas e mesmo futuros assassinos. Freqüenta também um grupo de artistas chamados "La Caque", onde encontrara uma estudante de Belas-Artes, Regine Renchon, com quem se casa em 1923.

### Em Paris
Com a morte de seu pai, parte para se instalar em Paris com Regine, descobrindo a grande capital que aprende a amar com suas desordens, seus delírios. Parte para a descoberta de seus bistrôs (pequenos bares e restaurantes), brasseries e restaurantes, encontrando suas personagens na população parisiense, artesãos, serviçais, pobres das ruas. Começa a escrever com diversos pseudônimos e sua criatividade lhe assegura um rápido sucesso financeiro. Em 1928 faz uma longa viagem de barco, para suas reportagens, descobrindo a água e a navegação, que aparecem sempre em sua obra. Decide em 1929 fazer uma viagem pela França, explorando os canais em um barco que mandou construir, o ‘’Ostrogoth’’, no qual viverá ate 1931.
Em 1930, numa série de novelas escritas para ‘’Detective’’, coleção encomendada por Joseph Kessel, aparece pela primeira vez o personagem ‘’Comissário Maigret’’. Em 1932 parte para uma série de viagens e reportagens na África, na Europa, Rússia e Turquia. Depois de um longo cruzeiro pelo Mediterrâneo, embarca para uma volta ao mundo entre 1934 e 1935. Nas suas escalas, produz reportagens, encontra numerosos personagens e faz muitas fotos. Não se furta também de descobrir o prazer com mulheres de todas as latitudes.

### La Rochelle
Na obra de Simenon, trinta e quatro romances ou novelas se passam em La Rochelle, que descobriu em 1927 passando suas férias na ilha de Aix, seguindo sua paixão por Josephine Baker. Naquele ano descobriu também uma paixão por navegação e por La Rochelle, onde no ‘’Café de la Paix’’, que aparece em obras suas e se tornaria seu quartel general, pediu uma garrafa de Champagne ao ouvir a declaração de guerra alemã em 1939; ante ao espanto dos presentes, disse: "ao menos não será bebida pelos alemães". Passa a morar lá, onde nasce seu filho Marc, em 1939.
Durante toda a guerra entre 1940 a 1945, continua vivendo em sua vila de Vendée, mas este período é mal conhecido e sujeito a múltiplas versões. Algumas pessoas acham que durante esse período crucial em sua vida e sua obra, o escritor se tornou um colaborador dos alemães, enquanto outros acham que foi somente oportunista ao aceitar escrever em jornais controlados pelos invasores. Mas com certeza Simenon nunca denunciou ninguém nem nunca se engajou. Algumas denuncias de conterrâneos foram atribuídas ao seu estilo opulento de vida, quando as pessoas sofriam com racionamentos e cupons de alimentação, de outro lado a Gestapo o investigou por achar seu nome parecido com antropônimos israelitas. Desse período com certeza sobraram seus escritos, vinte romances, onde o que se sobressai é a região de Vendée, descrita como uma região luminosa, impressionista, onde o mar reencontra a terra. A visão ambígua que Simenon tinha da região e da burguesia local ofuscava seus habitantes. Agradecidos mas relutantes, homenagearam o autor em 1989 dando seu nome ao cais da cidade. Também trocou uma longa correspondência com André Gide nessa época.

### Depois da guerra

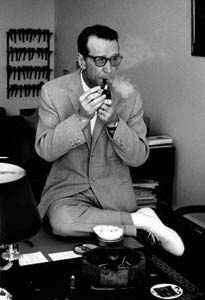
Foto tirada em 1963, por Erling Mandelmann

Em 1945, após o termino da guerra, vai viver no estado de Connecticut, nos Estados Unidos da América, percorrendo nos dez anos seguintes todo esse continente, para saciar sua curiosidade e seu apetite de viver. Durante esses anos americanos, visita sempre Nova Iorque, Flórida, Arizona e a Califórnia e toda a costa Leste, milha a milha, os motéis, as estradas e as paisagens grandiosas. Vai descobrir ainda outra faceta do trabalho policial e da Justiça. Vai conhecer ainda sua segunda esposa, a canadense Denise Quimet, 17 anos mais jovem, com a qual vai viver uma paixão intensa de sexo, ciúmes, disputas e álcool.
Em 1952 é nomeado para a academia belga. Volta definitivamente para a Europa em 1955, onde após um movimentado período na Côte d'Azur freqüentando o ‘’jet-set’’, se instala em Epalinges, ao norte de Lausanne, Suíça, mandando construir uma grande mansão. Em 1960 preside o festival de cinema de Cannes, que aquele ano premiou com a palma de ouro La dolce vita de Fellini.
Em 1972 Simenon renuncia ao romance, mas não havia acabado de explorar os meandros do homem, a começar por ele mesmo, em uma longa autobiografia com 21 volumes ditada em um pequeno gravador.

## Análise da obra
Diferente de muitos autores de hoje, que tentam construir uma intriga o mais complexa possível, como um jogo de ecos, Simenon propunha uma intriga simples mas com personagens fortes, um herói humano, obrigado a ir ao fundo de sua lógica. A mensagem de Simenon é complexa e ambígua: nem culpados nem inocentes, mas culpas que se engendram e se destroem em uma cadeia sem fim. Os romances colocam o leitor em um mundo rico de formas, cores, sentimentos, sensações, onde se entra desde a primeira frase. Seus melhores romances são baseados nas intrigas nas pequenas vilas de província, evoluindo a sombra de personagens de aparência respeitável mas que urdem empresas tenebrosas, numa atmosfera própria.